# Stenoderus suturalis
Stenoderus suturalis là một loài bọ cánh cứng trong họ Cerambycidae.